# Букит-Тимах
Букит-Тимах (Буки́т Тима́, малайск. Bukit Timah; кит. трад. 武吉知马, пиньинь  Wǔjízhīmǎ) — холм в Сингапуре высотой 163,63 метров (по другим данным 176 м), высшая точка Сингапура. Расположен в центре острова, на котором расположено государство Сингапур.
Холм находится в Центральном регионе Сингапура, примерно в 10 км от центра города. Окружающая территория известна под названиями Букит-Тимах, Планирующийся район Букит-Тимах (англ. Bukit Timah Planning Area) или Район 11 (англ. District 11). Она застроена как многоэтажными зданиями (кондоминиумами), так и одноэтажными (бунгало, собственность одного или нескольких человек).

## Происхождение названия и история
«Букит-Тимах» — малайское название, означающее «оловянный холм». Оно использовалось уже на карте 1828 года Фрэнкина и Джексона. На карте были изображены два холма у восточного истока реки Кранджи (малайск. Kranji). В районе холма никогда не добывали олово. По одной версии, название является искажением от «Букит Темак», что означает «Холм, на котором растут деревья темак». По другой версии, Тимах является сокращением от женского имени Фатима.
В декабре 1843 года на вершину холма была построена дорога, а на высшей его точке сооружена хижина для посетителей. Считалось, что Букит-Тимах является замечательным местом для отдыха, так как воздух там свежее, чем на равнине. Около холма построен комплекс для занятий конным спортом, Singapore Turf Club, в который допускаются только члены клуба.
По холму названа улица Букит-Тимах, самая длинная улица Сингапура. Её длина 25 км. Дорога на Кранджи была построена в 1845 году. В этом районе в большом количестве водились тигры, так что его посещение было опасным. Сообщается, что лишь в 1860 году 200 человек были убиты тиграми на расположенных вокруг Букит-Тимаха плантациях.
Во время Второй мировой войны холм стал ключевой точкой в операции по захвату Сингапура Японией, так как около него хранились продовольственные запасы британской армии. 11 февраля 1942 года японские войска заняли Букит-Тимах, а 15 февраля генерал-лейтенант Артур Персиваль, глава британского контингента, сдался генерал-лейтенанту Томоюки Ямасите на фабрике компании Форд на Букит-Тимахе.
Во время оккупации японцы построили на холме синтоистский храм, два мемориала павшим солдатам японской армии и мемориал британским солдатам, павшим при защите Сингапура. Перед сдачей Сингапура войскам союзников японцы уничтожили храм, боясь его осквернения. В настоящее время место, на котором располагался храм, имеет статус исторического памятника (Historical Site). Останки японских солдат были перенесены в храм Якусуни, а британских — на военное кладбище Кранджи. От всего мемориала, построенного японскими войсками, сохранился лишь пруд и несколько камней от храма.
После войны плантации по большей части уступили место промышленным сооружениям и многоквартирным домам. В 1960-х и 1970-х годах Букит-Тимах был промышленным районом, позже превратился в дорогой жилой квартал.

## Достопримечательности

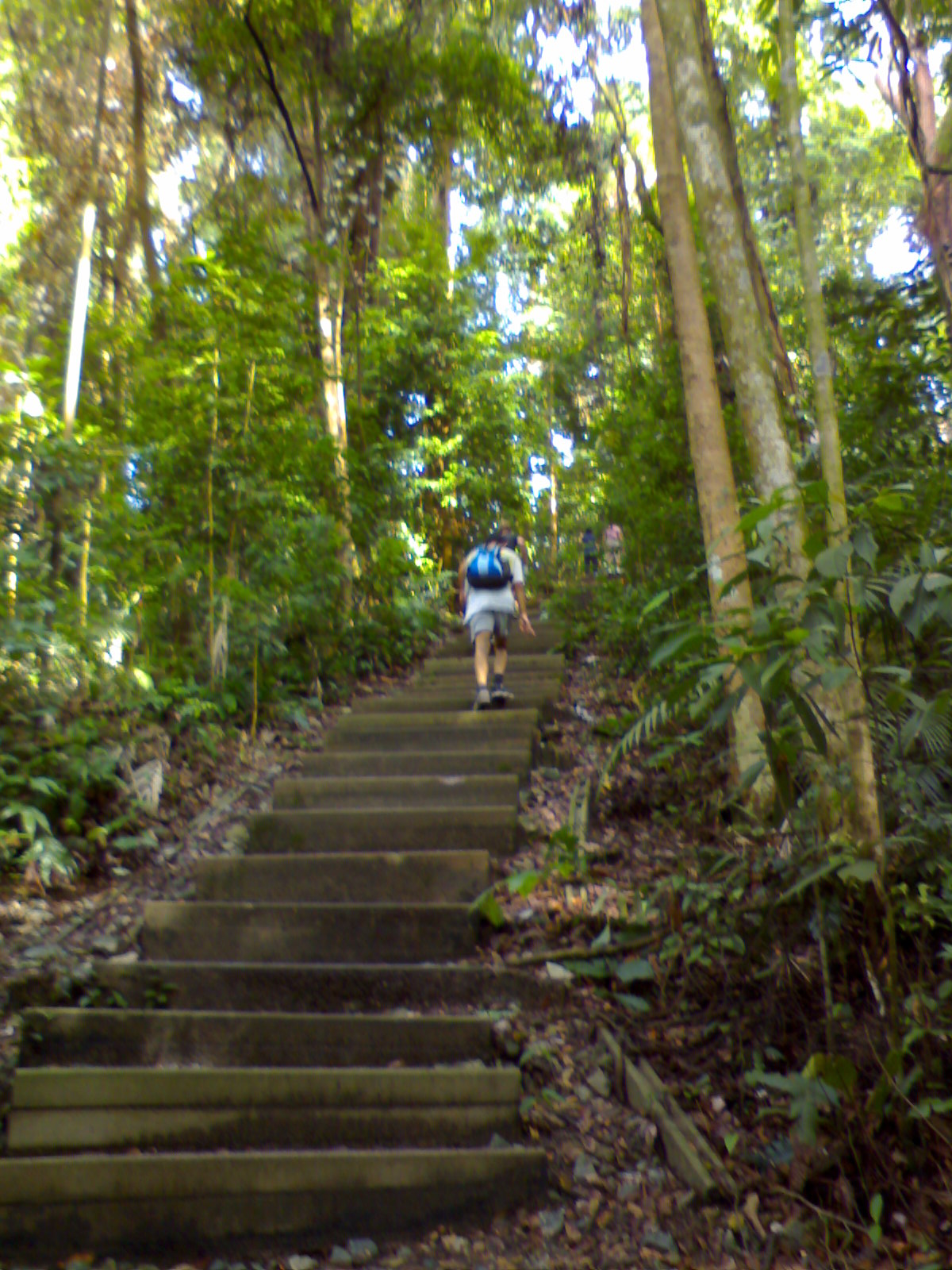
Природная резервация Букит-Тимах

В районе Букит-Тимаха находится природная резервация Букит-Тимах — знаменитый лесопарк, сохранивший природу джунглей, в лесопарке проживают также обезьяны.